# Andy Cadiff
Andy Cadiff (né en 1955 à New York) est un réalisateur, producteur et directeur de la photographie.

## Filmographie

### Réalisateur
- 1988 : Eisenhower & Lutz (série télévisée)
- 1989 : Heartland (série télévisée)
- 1989 : FM (série télévisée)
- 1990 : Lenny (série télévisée)
- 1991 : Herman's Head (série télévisée)
- 1991 : Papa bricole (Home Improvement) (série télévisée)
- 1992 : Delta (série télévisée)
- 1994 : Une rue du tonnerre (en) (Thunder Alley) (série télévisée)
- 1995 : Platypus Man (série télévisée)
- 1996 : Spin City (série télévisée)
- 1997 : Life... and Stuff (série télévisée)
- 1997 : Petit Poucet l'espiègle (Leave It to Beaver)
- 1997 : Teen Angel (série télévisée)
- 1998 : The Hughleys (en) (série télévisée)
- 1999 : Sugar Hill (série télévisée)
- 1999 : The Norm Show (série télévisée)
- 1999 : Père malgré tout (Oh, Grow Up) (série télévisée)
- 2000 : Papa s'en mêle (Daddio) (série télévisée)
- 2000 : Battery Park (en) (série télévisée)
- 2000 : Talk to Me (série télévisée)
- 2000 : La Famille de mes rêves (The Geena Davis Show) (série télévisée)
- 2002 : My Wonderful Life (téléfilm)
- 2003 : Lost at Home (série télévisée)
- 2003 : My Life with Men (téléfilm)
- 2003 : It's All Relative (pilote série TV)
- 2004 : Esprit libre (Chasing Liberty)
- 2004 : Les Quintuplés (série télévisée)
- 2005 : Enough About Me (téléfilm)

### Producteur
- 1991 : Papa bricole (Home Improvement) (série télévisée)
- 1996 : Spin City (série télévisée)
- 1997 : Life... and Stuff (série télévisée)
- 2001 : Bev (téléfilm)

### Directeur de la photographie
- 2003 : Lost at Home (série télévisée)